# Brygada im. Abrahama Lincolna

Sztandar batalionu im. Lincolna

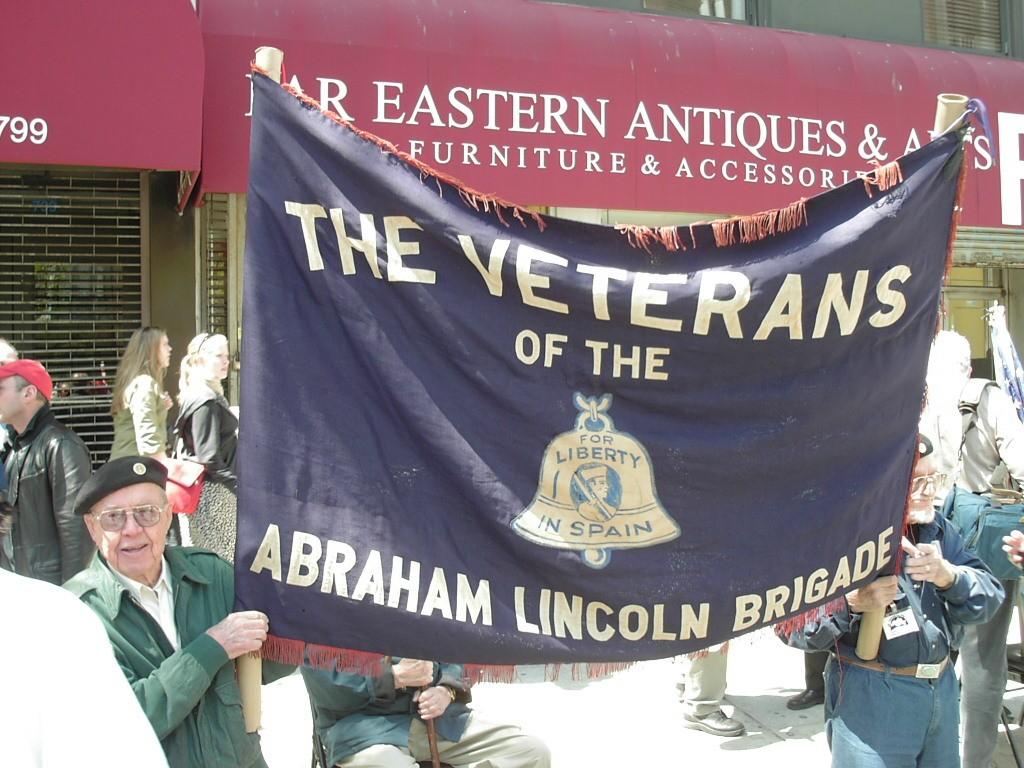
Amerykańscy weterani Brygady

XV Brygada Międzynarodowa im. Abrahama Lincolna – jedna z brygad międzynarodowych okresu hiszpańskiej wojny domowej 1936–1939. Powstała w 1936 roku początkowo w sile batalionu.
Wchodziła w skład formacji Brygady Międzynarodowe, a jej szeregi zasilali Amerykanie, Kanadyjczycy, Brytyjczycy oraz Irlandczycy sympatyzujący z ruchem skrajnie lewicowym, walczący po stronie republikańskiej, wspieranej przez komunistyczny  rząd ZSRR przeciwko oddziałom gen. Francisco Franco, wspieranym przez faszystowskie rządy III Rzeszy i Włoch.